# Centre technique des industries de la fonderie
« CTIF » redirige ici. Pour les autres significations, voir CTIF (homonymie).
Le centre technique industriel CTIF (Centre technique des industries de la fonderie), établissement d’utilité publique, est un centre de recherches et développement français spécialisé en métallurgie et en transformation des métaux.

## Présentation
CTIF est un centre technique industriel qui a pour mission de promouvoir l'innovation et le progrès technique et participer à l'amélioration de la productivité et de la garantie de la qualité dans l'industrie. Il exerce des activités en pointe dans des domaines très divers comme la recherche, l'expertise, l'évaluation, l'enseignement, la diffusion des connaissances. En interaction permanente avec l'environnement technique, économique, réglementaire et normatif de son secteur, il aide les entreprises à intégrer les innovations, à s'adapter à l'évolution rapide des marchés et à se positionner en leader aux niveaux européen et mondial.
Son fonctionnement est régi par la loi du 22 juillet 1948 fixant le statut juridique des centres techniques industriels (CTI). Il est placé sous la tutelle de l'État.
CTIF est administré par un Conseil d'Administration dont les membres sont nommés par arrêté du Ministre chargé de l'Industrie. Ce conseil est composé de représentants des chefs d’entreprise des industries de la fonderie, de personnalités universitaires et scientifiques, de représentants des industries utilisatrices de la fonderie et de représentants du personnel technique des industries de la fonderie.
CTIF fait partie du réseau des centres techniques industriels (réseau CTI).

## Historique
CTIF est né du besoin de maintenir en activité le tissu de PME que forment les industries de la fonderie française pendant le régime de Vichy malgré les restrictions sur l'approvisionnement en matières premières et les menaces de saisie des outils et du matériel de production par l'occupant,. Le Comité d'organisation des industries de la fonderie a créé, à cet effet, un modèle de centre technique d'excellence qui a inspiré celui des centres techniques industriels et qui a été repris à partir de 1949 par de nombreuses professions,,.

### Genèse (1942-1946)
Le Comité d'organisation des industries de la fonderie (COIF) est né durant la Seconde guerre mondiale par la loi du 16 août 1940, dans le cadre de l’organisation provisoire de la production industrielle qui dissout par décret les groupements généraux rassemblant à l’échelle nationale, les organisations professionnelles patronales et ouvrières. A titre provisoire, il est créé dans chaque branche d’activité industrielle ou commerciale un Comité d’organisation. Ces Comités sont chargés, sous l’autorité du ministre secrétaire d’État à la Production industrielle et au Travail : 1° d’effectuer le recensement des entreprises, de leurs moyens de production, des stocks et de la main-d’œuvre ; 2° d’arrêter les programmes de production et de fabrication ; 3° d’organiser l’acquisition et la répartition des matières premières et produits nécessaires aux fabrications de la branche d’industrie considérée ; 4° de fixer les règles s’imposant aux entreprises en ce qui concernent les conditions générales de leur activité, le souci de la qualité, l’emploi de la main d’œuvre, les modalités des échanges des produits et des services, la régularisation de la concurrence ; 5° de proposer aux autorités publiques compétentes les prix des produits et services ; 6° de prendre ou de provoquer les mesures, de constituer ou de faire constituer les organismes susceptibles d’assurer un meilleur fonctionnement de la branche d’activité, dans l’intérêt commun des entreprises et des salariés.
La création de ces Comités d'organisation a mis en place une organisation corporatiste de l’économie avec pour objectif d’inciter les professions à s’organiser elles-mêmes. Cette politique a conduit un grand nombre de professions (sidérurgie, fonderie, automobile, machinisme agricole, industrie horlogère, textiles, cuirs, caoutchouc, pétrole…) à créer au sein de leurs comités d’organisation (et plus tard offices professionnels) des laboratoires, instituts ou centres technique, dont les travaux visent essentiellement la recherche d’économie, voire de substitution de matière ou d’énergie.
Le COIF est créé par le décret du 9 novembre 1940 et est sis 66, rue Boissière à Paris. En 1942, un service technique est formé au sein du COIF pour recenser les fonderies françaises et identifier leurs besoins. Ce service technique intègre très rapidement des activités de documentation ainsi qu’un bureau de normalisation. Dès 1943, ce service technique prend le nom de Centre technique et commence à éditer en son nom des ouvrages de référence sur les meilleures pratiques des métiers de la fonderie. Parallèlement à ses activités dans le domaine de la fonderie, le Centre technique est habilité la même année à exécuter les essais des appareils de thermique domestique conformément à une nouvelle réglementation technique décidée par l'Union des Fabricants d'Appareils de Chauffage Domestique (UFACD). En 1944, un laboratoire d'analyse et de caractérisation des matériaux métalliques est ouvert à Paris au 46, avenue Victor-Hugo.
L’ordonnance du 27 juillet 1944, relative au rétablissement de la liberté syndicale, et des circulaires ministérielles permettent de définir la mission qui est désormais dévolue aux Comités d’organisation et de préciser les rôles respectifs de ces Comités et des Syndicats professionnels. Le Gouvernement décide de modifier l’appellation des Comités d’organisation, qui s'appellent désormais Offices professionnels. Le Comité d’organisation des industries de la fonderie devient donc l’Office professionnel des industries de la fonderie (OPIF) en 1944. Les offices professionnels conservent certains des pouvoirs que la loi du 16 août accordait aux Comités d’organisation. En particulier, ils sont habilités à 1° effectuer le recensement des entreprises, de leurs moyens de production, des stocks et de la main d’œuvre ; 2° arrêter les programmes de fabrication et de production ; 3° sous-répartir les matières premières mises à leur disposition par l’Office de Répartition ; 4° fixer les règles s’imposant aux entreprises en ce qui concerne les conditions générales de leur activité, le souci de la qualité, la normalisation ou la spécialisation des fabrications, la régularisation de la concurrence ; 5° proposer aux autorités compétentes les prix des produits et des services.
Pour pérenniser cette organisation, une taxe dite d’encouragement aux études et recherches est créée suivant l'arrêté no 11073 du 15 janvier 1945. Cette taxe de 1 % est répercutée sur les prix de vente. Le Centre Technique reçoit la moitié de son produit (0,5 %), le reste servant aux recherches individuelles des industriels. Enfin, le 25 janvier 1946, un Conseil d’Administration siège pour la première fois avec la nomination d’un président (Pierre Ricard) et d’un directeur général (Auguste E. Le Thomas). CTIF est né alors que dans le même temps, l'Office professionnel des industries de la fonderie est dissous.

### Montée en puissance (1947-1959)
Au sortir de la seconde guerre mondiale et de l’occupation qui a suivi, l'industrie française est à reconstruire et à maints égards à construire, tant le retard industriel d’un pays encore très fortement rural est patent notamment par rapport à l’Allemagne et aux Etats-Unis. L’économie est enfermée dans les barrières protectionnistes, tournée vers les débouchés protégés du territoire national et de l’Empire. La dissolution, à la Libération, des Offices professionnels a privé les centres techniques correspondant (dont CTIF) de leur support administratif et d’un véritable statut. Il est par conséquent devenu nécessaire de rétablir un cadre juridique clair et de redéfinir les missions de ces établissements. Le motif juridique n’est toutefois pas le plus important. Il faut aussi accélérer la modernisation de l’industrie et organiser l’utilisation des ressources. L’époque est en effet marquée par le plan Marshall, la planification centralisée des investissements et ses commissions sectorielles. Les missions de productivité visent à enseigner et diffuser les techniques et les méthodes modernes de production développées outre-atlantique. Dans ce contexte, la technique et les ingénieurs occupent un rôle-clef : la France souffre d’un déficit de moyens de recherche, notamment par rapport à l’Angleterre qui dispose depuis déjà plusieurs années de structures de ce type. La création des centres techniques industriels de branches est une réponse à ce constat.
À la suite des travaux de différentes commissions dont celle de modernisation de la fonderie créée par un arrêté du 03 avril 1947, l'État français décide de donner un cadre légal à CTIF comme à d'autres entités équivalentes. C'est la loi du 22 juillet 1948 qui permettra par la suite la création de nombreux autres centres techniques industriels. Cette loi entre en vigueur en 1949 et CTIF devient officiellement le premier centre technique industriel en avril de la même année.
En parallèle, CTIF se lance dans l'achat de biens immobiliers au 12, avenue Raphaël à Paris pour y établir sa direction générale et ses services administratifs, à Sèvres pour y construire un laboratoire central et en régions pour y implanter des antennes. Ainsi, en 1952, le dispositif est complet et se compose :
- d'une présence en Île-de-France (Paris et Sèvres) qui élabore les plans de modernisation du tissu industriel, qui mène des recherches permettant d'améliorer la qualité des pièces produites et qui anime les travaux de normalisation des alliages ;
- d'une présence en région (Bordeaux, Charleville-Mézières, Lille, Lyon, Marseille, Nancy, Rennes, Rouen, Saint-Dizier) qui effectuent des analyses de laboratoire et conseillent et dépannent les industriels[14].

### Changement de modèle (2000-2022)
En l'an 2000, les actions collectives de CTIF voient leur mode de financement changer. CTIF passe d'un financement par taxe parafiscale à un financement par dotation budgétaire d'état

### Fusion et disparition (2022-2023)
La FIM (Fédération des Industries Mécaniques) et la FFF (Fédération Forge Fonderie) annoncent la fusion du CTIF avec le Cetim (Centre technique des industries mécaniques) le 1er Avril 2023,.

## Missions
Les missions de CTIF sont de deux ordres : d'une part des actions et travaux mutualisés pour les industries de la fonderie française, d'autre part des prestations de services aux entreprises dans les domaines de :
- l'élaboration de nouveaux alliages ;
- le recyclage et la valorisation des matières ;
- la mise en forme des matériaux métalliques (fonderie, forgeage, fabrication additive, rechargement laser...) ;
- la conception, la validation et l'industrialisation de pièces mécaniques ;
- les essais, analyses et expertises de laboratoire de matériaux et produits métalliques ;
- les essais de conformité de produits (produits de thermique domestique, casques de pompier...) ;
- la certification des agents de contrôles non destructifs concernés par la production de pièces métalliques par procédé de fonderie ;
- la formation du personnel technique des entreprises de la fonderie, du forgeage, de la fabrication additive, de l'élaboration des alliages et du recyclage.

CTIF a pour ambition d'accompagner au mieux les industriels dans leur développement en mêlant, au gré de leurs besoins, une connaissance scientifique de haut niveau à une expérience terrain acquise sur de nombreuses années.

### Actions et travaux mutualisés pour les industries de la fonderie française

#### R&D et innovation

##### Matières premières
Ces travaux visent en particulier de fiabiliser les fabrications, malgré les variations sensibles sur les qualités des matières premières et d’atteindre des performances nouvelles à partir de compositions nouvelles.

##### Produits nouveaux
Ces travaux visent de répondre avec des solutions nouvelles à des sollicitations fonctionnelles :
- spécifiques (haute température, allègement, corrosion, fatigue, amortissement…) ;
- ciblées (amélioration localisée des performances).

Parmi les derniers développements de CTIF, il faut noter les mousses métalliques, régulières CastFoam (développées en partenariat avec l'École Centrale de Lille) obtenues par fonderie. Ce sont des matériaux métalliques poreux qui peuvent être réalisés en alliage d'aluminium, alliage de cuivre, en acier... Les caractéristiques de ces mousses permettent d'assurer des fonctions innovantes telles que l'absorption d'énergie (crash box…), l'absorption de bruit ou de vibration, l'échange de chaleur, l'allègement de pièces (60 % à 85 % de vide), le design (mobilier d'intérieur…).
Cette technologie, lauréate des Trophées Midest 2009 (Catégorie Innovation) a fait l'objet de plusieurs brevets.
CTIF a mené un projet collaboratif (ANR FOAM, 2010-2015 ) avec des partenaires industriels (TNI Areva, MOTA, Mersen) et des universitaires (INSA/Mateis, École centrale Paris, IUSTI / Polytech Marseille, Mines de Paris) afin d'apporter un cadre structurant (modèles de comportement) permettant de dimensionner une structure en mousse et de calculer le système de coulée.

##### Technologies de fonderie
Cette thématique est au cœur des actions « métier » historiques de CTIF. Ces travaux visent à améliorer la maîtrise, la fiabilité et/ou le niveau des performances (techniques, économiques, industrielles) des technologies de fonderie (élaboration, procédés de mise en forme et contrôle des pièces finies).

##### Prédiction de comportement
De la prise en compte de la métallurgie dans les logiciels de simulation, à l’analyse des causes de rupture et critères d’acceptation des défauts de fonderie, la prédiction par la simulation des procédés et conceptions de fonderie est une activité essentielle de CTIF pour amener les fondeurs et utilisateurs de pièces de fonderie au niveau de performance souhaité.

##### Fonderie durable
CTIF mène aussi des actions de R&D dans le domaine du développement durable sur les thèmes clés de l’éco-efficience, de l’énergie, de la valorisation des déchets et de la gestion des émissions et des effluents.

#### Formation initiale
CTIF participe aux actions de formation initiale du personnel technique des industries de la fonderie en hébergeant l'École supérieure de fonderie et de forge dans ses locaux à Sèvres et en menant plusieurs types d'actions :
- des enseignements techniques en métallurgie, en procédés de mise en forme des matériaux et en conception de pièces mécaniques et d'outillages ;
- le tutorat des élèves en apprentissage ;
- l'encadrement de travaux de recherche menés par les élèves.

#### Diffusion des connaissances
Les actions et travaux mutualisés pour la fonderie française sont présentées de manière régulière aux industriels lors de réunions professionnelles à Sèvres et en régions dans le cadre de plusieurs manifestations :
- les journées J'Tech qui sont des journées, à Sèvres, d'échanges techniques et stratégiques destinées aux fondeurs français[23] ;
- les réunions de restitution technique organisées par CTIF en région (Bordeaux, Charleville-Mézières, Rennes, Lyon) ;
- les assemblées générales annuelles des délégations régionales (GFO, UFSE, UNEPF) de l'organisation professionnelle des Fondeurs de France.

CTIF diffuse aussi le résultat de ses actions et travaux mutualisés par trois vecteurs d'information :
- Fonderie Magazine[24], magazine mensuel rédigé en commun avec l'ATF (Association technique de fonderie) et l'AAESFF (Association des anciens élèves de l'ESFF) ;
- Metal News, newsletter mensuelle sous format numérique à destination des fondeurs français ;
- Service Éditions[25], service interne à CTIF éditant des ouvrages de référence dans le domaine de la fonderie et les domaines connexes.

#### Normalisation
En tant que centre technique industriel, CTIF participe aux actions françaises d'anticipation et d'accompagnement des évolutions normatives du secteur de la fonderie afin de maintenir et développer la compétitivité des industries de la fonderie française. Les experts de CTIF sont impliqués dans de nombreuses commissions de normalisation françaises et européennes concernant les conditions de fournitures, les désignations, les contrôles et essais, les tolérances dimensionnelles et des normes de produits dans les métallurgies classiques de la fonderie : fonte, acier, alliage d’aluminium, de magnésium, de zinc, de cuivre, etc.
Le Bureau de normalisation des industries de la fonderie (BNIF) est agréé en tant que bureau de normalisation sectoriel par le ministère chargé de l’industrie pour mener à bien les travaux normatifs dans son champ de compétence. CTIF assure l'hébergement, la gestion et le financement du BNIF par convention avec l'AFNOR.

## Moyens et équipements
CTIF dispose, en propre et via des partenariats, de nombreux moyens et équipements pour mener à bien ses missions :
- 5 000 m2 de laboratoires (essai physique, essai mécanique, métallographie, investigation structurale, analyse chimique, spectrométrie, contrôle non destructif, conformité produit, expertise de défaillance, mesure tridimensionnelle optique...) ;
- une plateforme de fonderie (6 fours de fusion) permettant de mettre en œuvre tous les procédés conventionnels de fonderie (moulage sable à prise chimique, noyautage conventionnel et noyautage à liant inorganique, moulage coquille, moulage cire perdue…) à une échelle semi-industrielle. La capacité de fusion permet de produire des prototypes fonctionnels jusqu'à 150 kg ;
- une plateforme d'impression 3D métal (3 imprimantes) permettant de mettre en œuvre le procédé de fabrication additive métallique par fusion laser sur lit de poudre pour des aciers, des Inconel et des alliages de titane et de chrome-cobalt ;
- une plateforme de thermique domestique (3 postes pour le gaz, 3 postes pour le bois, 1 poste pour le charbon et 1 poste pour le fioul) permettant de tester la conformité des appareils à gaz, au fioul, à bois, au charbon, etc. ;
- un centre de calcul disposant de logiciels de CAO (CATIA, SolidWorks), de calcul de structure (MSC Software) et d'optimisation topologique (OptiStruct) et de simulation du process de fonderie (QuikCAST et ProCAST) permettant de concevoir une pièce répondant à un besoin fonctionnel ;
- deux ateliers de mécanique disposant de moyens permettant de préparer les échantillons pour les analyses et expertises de laboratoire et de fabriquer des plaques modèles et moules métalliques pour les expérimentations semi-industrielle ;
- un service d’intelligence économique ;
- un centre de formation.